# Seven Sudamericano Masculino 2015
El Seven Sudamericano Masculino del 2015 fue la décima edición del principal torneo de rugby 7 de la Confederación Sudamericana de Rugby (CONSUR). Se disputó en la instalaciones del Club de Rugby Ateneo Inmaculada (CRAI) en la ciudad de Santa Fe, Argentina con un formato de todos contra todos.
El certamen sirvió como torneo clasificatorio a los Juegos Olímpicos de Río de Janeiro 2016. El campeón resultó Argentina, que clasificó directamente. Uruguay y Chile, salieron segundo y tercero respectivamente y accedieron al Torneo Preolímpico Mundial en busca del último lugar a Río, sin lograrlo.

## Equipos participantes
Dado que Brasil será anfitrión de los Juegos Olímpicos de 2016, su selección no participó del torneo.
| Equipos participantes | Equipos participantes |
| --------------------- | --------------------- |
| Argentina             | Chile                 |
| Colombia              | Paraguay              |
| Perú                  | Uruguay               |
| Venezuela             |                       |

## Resultados

### Posiciones
| Pos. | Equipo    | Encuentros | Encuentros | Encuentros | Encuentros | Tantos  | Tantos    | Tantos     | Puntos |
| Pos. | Equipo    | jugados    | ganados    | empatados  | perdidos   | a favor | en contra | diferencia | Puntos |
| ---- | --------- | ---------- | ---------- | ---------- | ---------- | ------- | --------- | ---------- | ------ |
| 1    | Argentina | 6          | 6          | 0          | 0          | 308     | 10        | + 298      | 12     |
| 2    | Uruguay   | 6          | 5          | 0          | 1          | 147     | 69        | + 78       | 10     |
| 3    | Chile     | 6          | 4          | 0          | 2          | 133     | 34        | + 99       | 8      |
| 4    | Colombia  | 6          | 3          | 0          | 3          | 81      | 114       | - 33       | 6      |
| 5    | Paraguay  | 6          | 2          | 0          | 4          | 50      | 153       | - 103      | 4      |
| 6    | Venezuela | 6          | 0          | 1          | 5          | 31      | 186       | - 155      | 1      |
| 7    | Perú      | 6          | 0          | 1          | 5          | 29      | 213       | - 184      | 1      |

Nota: Se otorgan 2 puntos al equipo que gane un partido, 1 al que empate y 0 al que pierda
|  | Clasificado a Río 2016 |

|  | Clasificados al repechaje mundial para Río 2016 |

### Partidos
| 5 de junio | Venezuela | 0 - 27 | Chile | CRAI, Santa Fe, Argentina |  |

| 5 de junio | Perú | 0 - 35 | Colombia | CRAI, Santa Fe, Argentina |  |

| 5 de junio | Argentina | 57 - 0 | Paraguay | CRAI, Santa Fe, Argentina |  |

| 5 de junio | Paraguay | 5 - 40 | Uruguay | CRAI, Santa Fe, Argentina |  |

| 5 de junio | Venezuela | 12 - 24 | Colombia | CRAI, Santa Fe, Argentina |  |

| 5 de junio | Argentina | 17 - 10 | Chile | CRAI, Santa Fe, Argentina |  |

| 5 de junio | Perú | 0 - 41 | Chile | CRAI, Santa Fe, Argentina |  |

| 5 de junio | Colombia | 12 - 24 | Uruguay | CRAI, Santa Fe, Argentina |  |

| 5 de junio | Argentina | 64 - 0 | Venezuela | CRAI, Santa Fe, Argentina |  |

| 6 de junio | Perú | 14 - 14 | Venezuela | CRAI, Santa Fe, Argentina |  |

| 6 de junio | Colombia | 5 - 0 | Paraguay | CRAI, Santa Fe, Argentina |  |

| 6 de junio | Uruguay | 12 - 7 | Chile | CRAI, Santa Fe, Argentina |  |

| 6 de junio | Uruguay | 31 - 0 | Venezuela | CRAI, Santa Fe, Argentina |  |

| 6 de junio | Chile | 31 - 0 | Paraguay | CRAI, Santa Fe, Argentina |  |

| 6 de junio | Argentina | 64 - 0 | Perú | CRAI, Santa Fe, Argentina |  |

| 6 de junio | Uruguay | 40 - 0 | Perú | CRAI, Santa Fe, Argentina |  |

| 6 de junio | Argentina | 61 - 0 | Colombia | CRAI, Santa Fe, Argentina |  |

| 7 de junio | Paraguay | 26 - 5 | Venezuela | CRAI, Santa Fe, Argentina |  |

| 7 de junio | Paraguay | 19 - 15 | Perú | CRAI, Santa Fe, Argentina |  |

| 7 de junio | Chile | 17 - 5 | Colombia | CRAI, Santa Fe, Argentina |  |

| 7 de junio | Argentina | 45 - 0 | Uruguay | CRAI, Santa Fe, Argentina |  |

## Posiciones finales[3]
| Posición | Selección |
| -------- | --------- |
| 1        | Argentina |
| 2        | Uruguay   |
| 3        | Chile     |
| 4        | Colombia  |
| 5        | Paraguay  |
| 6        | Venezuela |
| 7        | Perú      |